# Sonia Lacen
Sonia Lacen es una cantante francesa, nacida el 3 de noviembre de 1983 en Miramas (Bouches-du-Rhône).

## Discografía

### Singles
- Au fond de toi
- Tu me manques depuis longtemps, de la comedia musical Les Mille et Une Vies d'Ali Baba
- À quoi bon, extrait de la comedia musical Les Mille et Une Vies d'Ali Baba
- Le rêve d'un homme et Reste de banda sonora de la película Vercingétorix
- Ainsi va la vie, extrait de la comedia musical Les Mille et Une Vies d'Ali Baba
- Il me fait rêver
- Comment te dire
- Malgré tout.
- All I Want for Christmas Is You

### Álbumes
| Título                         | Año  | Posición Lista | Posición Lista | Álbum                            |
| Título                         | Año  | [ 1 ]          | (Fr)           | Álbum                            |
| ------------------------------ | ---- | -------------- | -------------- | -------------------------------- |
| Au fond de toi                 | 1998 | 84             | –              |                                  |
| Tu me manques depuis longtemps | 2000 | 10             | 5              | Les mille et une vies d'Ali Baba |
| À quoi bon                     | 2000 | 19             | 8              | Les mille et une vies d'Ali Baba |
| Le rêve d'un homme             | 2001 | 37             | 7              | Initial                          |
| Ainsi va la vie                | 2001 | 93             | 3 (tip)        | Les mille et une vies d'Ali Baba |
| Total Eclipse of the Heart     | 2012 | 43             | –              |                                  |
| Beautiful                      | 2012 | 120            | –              |                                  |
| Russian Roulette               | 2012 | 182            | –              |                                  |

### Colaboraciones
En 2000 canto Vivre pour le Meilleur junto a Johnny Hallyday En "Live à la  la Tour Eiffel", en 2014 Sonia interpretó la canción L'envie d'aimer junto con el cuarteto Il Divo. La canción fue incluida en el disco del grupo A Musical Affair (2014).